# Sân bay Lomé-Tokoin
Sân bay Lomé-Tokoin (IATA: LFW, ICAO: DXXX), cũng gọi là Sân bay quốc tế Gnassingbé Eyadéma, là một sân bay ở Lomé, thủ đô Togo.
Năm 2004, sân bay này đã phục vụ 234.557 lượt khách.

## Các hãng hàng không và các tuyến bay
- Afriqiyah Airways (Tripoli)
- Air Burkina (Cotonou, Ouagadougou)
- Air France (Paris)
- Air Ivoire (Abidjan, Accra)
- Air Senegal International (Abidjan, Dakar)
- Benin Golf Air (Abidjan, Cotonou, Libreville, Malabo)
- Compagnie Aerienne du Mali (Abidjan, Bamako, Dakar, Douala, Ouagadougou)
- Ethiopian Airlines (Abidjan, Accra, Addis Ababa)
- Hewa Bora Airways (Douala, Lagos, Kinshasa)
- Royal Air Maroc (Casablanca)
- Toumaï Air Tchad (Douala, Brazzaville, Bangui, N'Djamena)